# French Championships de 1962 - Duplas femininas
A competição Roland-Garros de 1962 - Duplas feminina foi realizada entre os dias 21 de maio a 4 de junho de 1962 na cidade de Paris, França.

## Vencedores
| Categoria       | Vencedore(s)                                   | Vencedore(s)                  | Resultados | Finalista(s)                        | Finalista(s)               |
| --------------- | ---------------------------------------------- | ----------------------------- | ---------- | ----------------------------------- | -------------------------- |
| Duplas feminina | Sandra Reynolds Price Renee Schuurman Haygarth | África do Sul · África do Sul | 6-4, 6-4   | Justina Bricka Margaret Smith Court | Estados Unidos · Austrália |

## Partidas
|  | Quartas de finais                   | Quartas de finais                   | Quartas de finais                 | Quartas de finais               | Quartas de finais |                                     |                                     | Semifinais | Semifinais | Semifinais | Semifinais | Semifinais |  |  | Final                               | Final                               | Final | Final | Final |
|  |                                     |                                     |                                   |                                 |                   |                                     |                                     |            |            |            |            |            |  |  |                                     |                                     |       |       |       |
|  | Justina Bricka Margaret Smith Court | Justina Bricka Margaret Smith Court | 6                                 | 6                               |                   |                                     |                                     |            |            |            |            |            |  |  |                                     |                                     |       |       |       |
|  | Lucia Bassi Margaret Hellyer        | Lucia Bassi Margaret Hellyer        | 1                                 | 1                               |                   |                                     |                                     |            |            |            |            |            |  |  |                                     |                                     |       |       |       |
|  | Lucia Bassi Margaret Hellyer        | Lucia Bassi Margaret Hellyer        | 1                                 | 1                               |                   | Justina Bricka Margaret Smith Court | Justina Bricka Margaret Smith Court | 6          | 6          |            |            |            |  |  |                                     |                                     |       |       |       |
|  |                                     |                                     |                                   |                                 |                   | Justina Bricka Margaret Smith Court | Justina Bricka Margaret Smith Court | 6          | 6          |            |            |            |  |  |                                     |                                     |       |       |       |
|  |                                     | Ann Haydon Jones Christine Truman   | Ann Haydon Jones Christine Truman | 4                               | 3                 |                                     |                                     |            |            |            |            |            |  |  |                                     |                                     |       |       |       |
|  | Ann Haydon Jones Christine Truman   | Ann Haydon Jones Christine Truman   | Ann Haydon Jones Christine Truman | 4                               | 3                 | 6                                   | 6                                   |            |            |            |            |            |  |  |                                     |                                     |       |       |       |
|  | Ann Haydon Jones Christine Truman   | Ann Haydon Jones Christine Truman   |                                   |                                 |                   | 6                                   | 6                                   |            |            |            |            |            |  |  |                                     |                                     |       |       |       |
|  | F. de la Courtie Françoise Durr     | F. de la Courtie Françoise Durr     | 2                                 | 1                               |                   |                                     |                                     |            |            |            |            |            |  |  |                                     |                                     |       |       |       |
|  |                                     |                                     |                                   |                                 |                   |                                     |                                     |            |            |            |            |            |  |  | Justina Bricka Margaret Smith Court | Justina Bricka Margaret Smith Court | 4     | 4     |       |
|  |                                     |                                     | Sandra Reynolds Renee Schuurman   | Sandra Reynolds Renee Schuurman | 6                 | 6                                   |                                     |            |            |            |            |            |  |  |                                     |                                     |       |       |       |
|  | Jan Lehane Lesley Turner            | Jan Lehane Lesley Turner            | 6                                 | 6                               |                   |                                     |                                     |            |            |            |            |            |  |  |                                     |                                     |       |       |       |
|  | Silvana Lazzarino Lea Pericoli      | Silvana Lazzarino Lea Pericoli      | 4                                 | 4                               |                   |                                     |                                     |            |            |            |            |            |  |  |                                     |                                     |       |       |       |
|  | Silvana Lazzarino Lea Pericoli      | Silvana Lazzarino Lea Pericoli      | 4                                 | 4                               |                   | Jan Lehane Lesley Turner            | Jan Lehane Lesley Turner            | 3          | 2          |            |            |            |  |  |                                     |                                     |       |       |       |
|  |                                     |                                     |                                   |                                 |                   | Jan Lehane Lesley Turner            | Jan Lehane Lesley Turner            | 3          | 2          |            |            |            |  |  |                                     |                                     |       |       |       |
|  |                                     | Sandra Reynolds Renee Schuurman     | Sandra Reynolds Renee Schuurman   | 6                               | 6                 |                                     |                                     |            |            |            |            |            |  |  |                                     |                                     |       |       |       |
|  | Deidre Catt Elizabeth Starkie       | Deidre Catt Elizabeth Starkie       | Sandra Reynolds Renee Schuurman   | 6                               | 6                 | 3                                   | 4                                   |            |            |            |            |            |  |  |                                     |                                     |       |       |       |
|  | Deidre Catt Elizabeth Starkie       | Deidre Catt Elizabeth Starkie       |                                   |                                 |                   | 3                                   | 4                                   |            |            |            |            |            |  |  |                                     |                                     |       |       |       |
|  | Sandra Reynolds Renee Schuurman     | Sandra Reynolds Renee Schuurman     | 6                                 | 6                               |                   |                                     |                                     |            |            |            |            |            |  |  |                                     |                                     |       |       |       |